# Brix-waarde

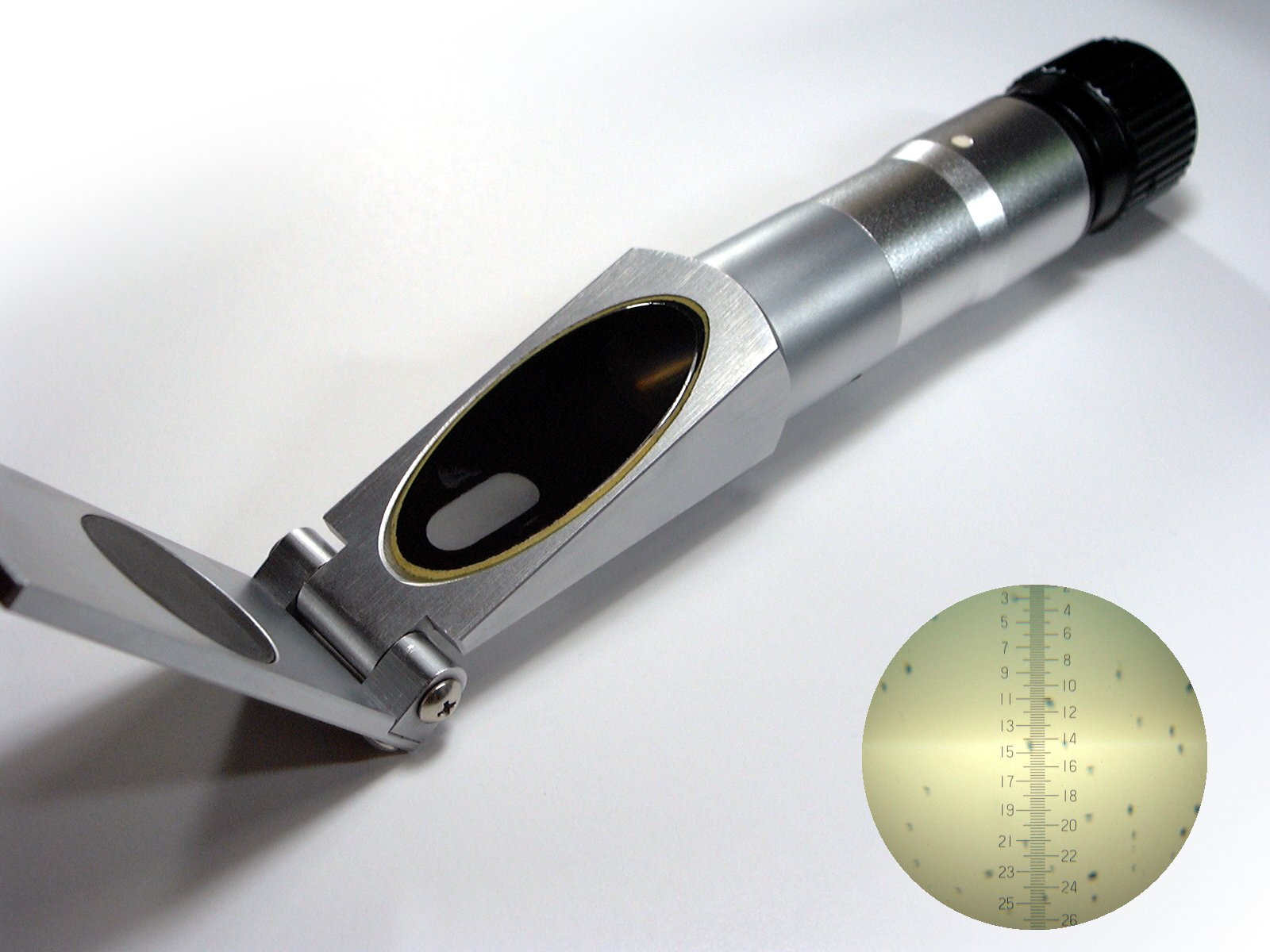
Refractometer voor het bepalen van de Brix-waarde

Brix is een maat voor de hoeveelheid suiker in een waterige vloeistof en geeft aan hoeveel massa-procent van de vloeistof uit suiker bestaat. De waarde wordt uitgedrukt in graden en kan bepaald worden door de brekingsindex van de vloeistof te meten met een refractometer of door het soortelijk gewicht van de vloeistof te meten met een gravimeter.
Het aantal graden brix geeft de hoek aan die licht maakt wanneer het breekt aan de rand van de vloeistof. Deze waarde is evenredig met de concentratie opgeloste stof, de concentratie opgeloste stof kan eenvoudig met een omrekenfactor berekend worden. Deze factor is afhankelijk van de stofeigenschappen van de opgeloste stof.
De Brix-waarde wordt onder andere veel gebruikt in de verwerkende industrie van landbouwproducten voor het meten van de kwaliteit van fruit en groenten, vooral ook van druivensap voor de wijnproductie. In het algemeen geldt dat hoe hoger de Brix-waarde des te beter de kwaliteit is. Hoge Brix-waarden duiden op een zoetere smaak en een betere houdbaarheid.
In onderstaande tabel worden de Brix-waarden van enkele vruchten en groenten gegeven met vermelding van de bijbehorende kwaliteit.
| Kwaliteit            | Slecht   | Gemiddeld | Goed     | Uitstekend |
| Vruchten             | Vruchten | Vruchten  | Vruchten | Vruchten   |
| -------------------- | -------- | --------- | -------- | ---------- |
| Aardbei              | 8        | 12        | 16       | 18         |
| Appel                | 6        | 10        | 14       | 18         |
| Blauwe bes           | 4        | 8         | 16       | 22         |
| Braam                | 6        | 8         | 12       | 14         |
| Meloen (Cantaloup)   | 8        | 12        | 14       | 18         |
| Meloen (Honeydew)    | 8        | 10        | 14       | 16         |
| Meloen (Watermeloen) | 8        | 12        | 16       | 18         |
| Druif                | 8        | 12        | 18       | 22         |
| Framboos             | 6        | 8         | 12       | 14         |
| Kers                 | 6        | 8         | 14       | 16         |
| Peer                 | 6        | 10        | 14       | 16         |
| Sinaasappel          | 6        | 10        | 16       | 20         |
| Groenten             |          |           |          |            |
| Aardappel            | 3        | 5         | 7        | 10         |
| Andijvie             | 4        | 6         | 10       | 12         |
| Asperge              | 4        | 6         | 8        | 10         |
| Boon                 | 4        | 8         | 10       | 12         |
| Broccoli             | 6        | 8         | 10       | 12         |
| Erwt (doperwt)       | 4        | 6         | 10       | 12         |
| Erwt (kreukerwt)     | 8        | 10        | 12       | 14         |
| Kool (bloemkool)     | 4        | 6         | 8        | 10         |
| Kool (sluitkool)     | 6        | 10        | 12       | 14         |
| Koolraap             | 4        | 6         | 8        | 10         |
| Koolrabi             | 6        | 8         | 10       | 12         |
| Maïs (normaal jong)  | 6        | 10        | 18       | 24         |
| Maïs (suikermaïs)    | 6        | 10        | 18       | 24         |
| Paprika              | 4        | 6         | 8        | 12         |
| Peper (rode peper)   | 4        | 6         | 8        | 10         |
| Peterselie           | 4        | 6         | 8        | 10         |
| Rode biet            | 6        | 8         | 12       | 14         |
| Selderij             | 4        | 6         | 10       | 12         |
| Sla                  | 4        | 6         | 8        | 10         |
| Tomaat               | 4        | 6         | 10       | 14         |
| Ui                   | 4        | 6         | 10       | 12         |
| Wortel               | 4        | 8         | 14       | 18         |

Een met Brix vergelijkbare waarde die met name bij het brouwen van bier gebruikt wordt is de Plato-waarde.